# Hanter dro
Een hanter dro is een Bretoense volksdans. Het staat in de maat 4/4 + 2/4, maar het wordt vaak in de maat 3/4 of 3/8 geschreven. De hoofdtellen liggen op de eerste en de vijfde tel. De dans is een reidans.
Men doet de rechterarm over de linkerarm van de rechterbuur en houdt elkaars handen vast. Zo vormt men verschillende rijen. De rij gaat altijd naar links. De danspas is de volgende: men doet drie passen naar links, per tel één pas, wacht één tel, men doet één pas terug naar rechts en wacht weer één tel. Dit komt net als het maatcijfer uit op 6. Het is de bedoeling om figuren te vormen, zoals grote cirkels voorwaarts en achterwaarts en met twee rijen door elkaar. Het is de taak van de leider (de eerste van de rij, van links te beginnen tellen) om deze figuren te vormen. De bedoeling van deze rijdansen was ook de mogelijkheid om wanneer het een groot feest betrof alle aanwezigen te kunnen groeten zonder het dansen te onderbreken.
De dans is, zoals vele volksdansen, ontstaan op het platteland. Men deed deze dans op akkers en stampte op deze manier de grond aan. Een variatie hierop is de tricot, waarbij de an-dro en hanter dro afgewisseld worden, maar dit is een moderne variatie. Deze dansen werden gebruikt om de arbeid leuker te maken en om in de strenge religieuze gemeenschappen dansen toch mogelijk te maken.